# Roy M. Mersky

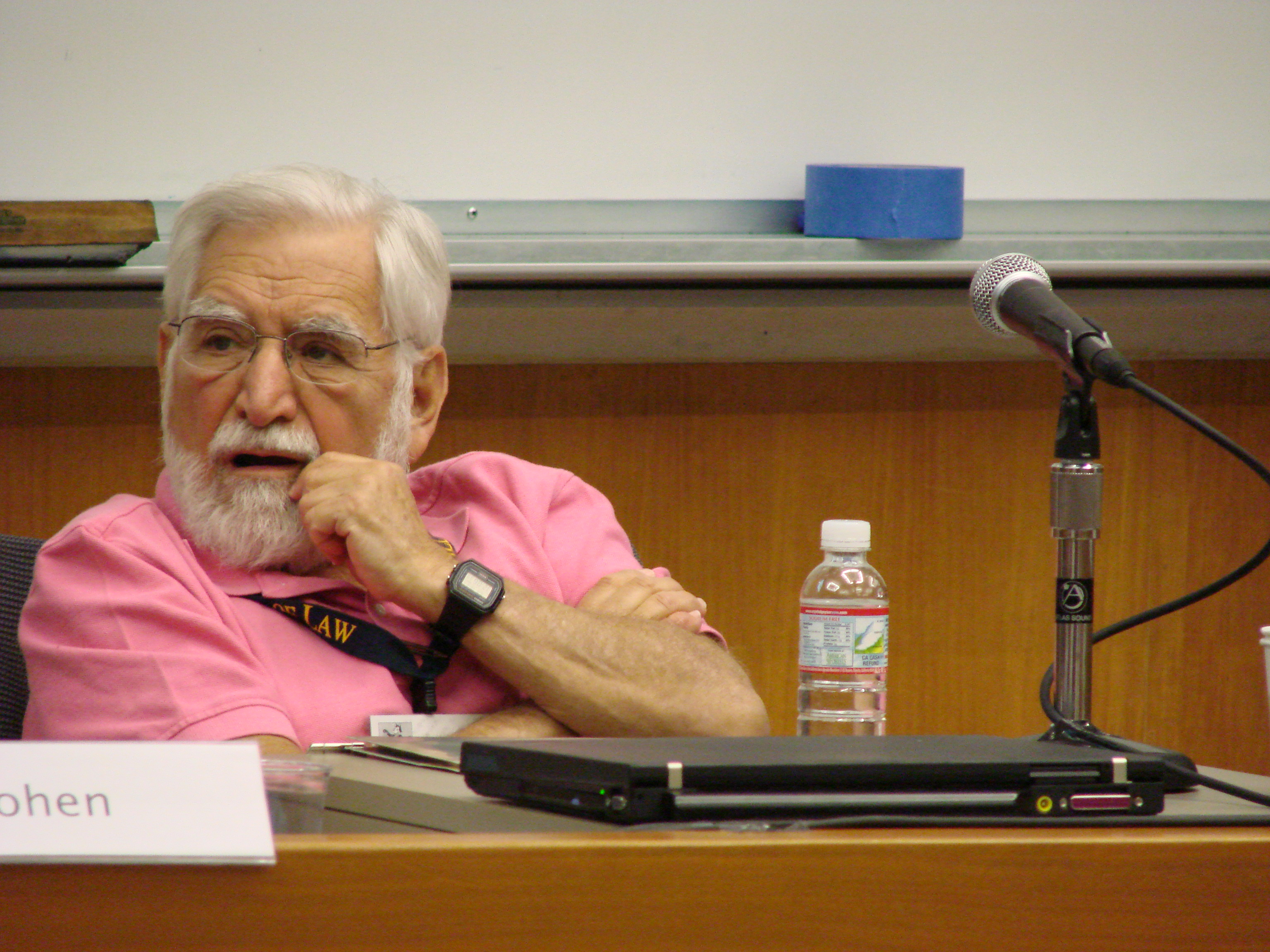
Roy Mersky, 2006

Roy Martin Mersky (* 1. September 1925 in New York City; † 6. Mai 2008 in Austin) war ein amerikanischer Jurist und Bibliothekar. Er wirkte von 1963 bis 1965 als Professor und Bibliothekar an der University of Colorado sowie von 1965 bis zu seinem Tod als Professor und Direktor der juristischen Bibliothek an der University of Texas, und galt zu Lebzeiten als einer der führenden Fachbibliothekare im Bereich der Rechtswissenschaften in den USA.

## Leben
Roy Mersky wurde 1925 in New York City geboren, wo er in der Bronx auch die Schule absolvierte. Während des Zweiten Weltkrieges diente er von Januar 1944 bis April 1946 in der Army of the United States. Er nahm während dieser Zeit unter anderem an der Ardennenoffensive teil und wurde mit dem Bronze Star sowie dem Purple Heart ausgezeichnet. Nach dem Krieg absolvierte er ein Studium an der University of Wisconsin, an der er 1948 einen B.S.-Abschluss erwarb, 1952 ein Jurastudium mit dem Juris Doctor beendete sowie ein Jahr später einen Master in angewandter Bibliothekswissenschaft erlangte.
Von 1952 bis 1954 war er zusammen mit Freunden in einer Anwaltskanzlei in Madison, Wisconsin tätig, von 1953 bis 1954 übernahm er außerdem eine Anstellung in der öffentlichen Bibliothek der Stadt Milwaukee im Bereich der Erwachsenenbildung. Anschließend wirkte er von 1954 bis 1959 an der juristischen Bibliothek der Yale University, bevor er von 1959 bis 1963 als Direktor der juristischen Bibliothek der Washington State University sowie von 1963 bis 1965 als Professor und Bibliothekar an der University of Colorado at Boulder fungierte. Von 1965 bis kurz vor seinem Tod war er an der University of Texas at Austin als Professor für Rechtswissenschaften sowie als Direktor der Tarlton Law Library tätig. In den mehr als vier Jahrzehnten seines Wirkens entwickelte sich die Bibliothek zu einer der führenden juristischen Bibliotheken in den USA. Darüber hinaus bildete Mersky eine Reihe von Direktoren anderer Fachbibliotheken aus und fungierte als Berater beim Aufbau neuer juristischer Bibliotheken. Zu seinen Forschungs- und Lehrinteressen zählten unter anderem rechtswissenschaftliche Forschungsmethodik, die Geschichte des Obersten Gerichtshofs der Vereinigten Staaten sowie das Sammeln seltener juristischer Fachbücher.
Roy Mersky war auch in der Bürgerrechtsbewegung aktiv und wurde als erster weißer Student an der University of Wisconsin, der mit einem afroamerikanischen Studenten in einem Zimmer zusammenlebte, als Ehrenmitglied in die Studentenverbindung Kappa Alpha Psi aufgenommen, eine der ältesten Verbindungen afroamerikanischer Studenten. Er nahm außerdem 1965 an den Selma-nach-Montgomery-Märschen teil und war zeitweise Mitglied des Vorstandes des zentraltexanischen Verbandes der American Civil Liberties Union (ACLU) sowie Präsident von deren Ortsverband in Austin.
Roy Mersky war verheiratet und Vater von drei Töchtern. Er starb 2008 in Austin. An der juristischen Bibliothek der University of Texas trägt das Zentrum für Sondersammlungen und seltene Bücher seinen Namen.

## Werke (Auswahl)
- Fundamentals of Legal Research. Westbury, NY 1977 (weitere Auflagen 1981, 1985, 1987, 1990, 1994, 1998, 2002)
- The Rejected: Sketches of the 26 Men nominated for the Supreme Court but not confirmed by the Senate. Milpitas, CA 1993
- The first one hundred Justices: Statistical Studies of the Supreme Court of the United States. Hamden, CT 1978
- The first one hundred and eight Justices: Statistical Studies of the Supreme Court of the United States. Buffalo, NY 2004
- Landmark Supreme Court Cases: The most influential Decisions of the Supreme Court of the United States. New York 2004